# Olympus E-520
L'Olympus E-520 (Olympus Evolt E-520 a Amèrica del Nord) és una càmera rèflex digital amb un sensor Live MOS de deu megapíxels fabricada per Olympus Corporation, adherida al sistema Four Thirds i, per tant, compatible amb altres objectius del mateix sistema. Anunciada al maig de 2008 com la successora de l'Olympus E-510, inclou tecnologia de detecció de rostre, autofocus amb pre-visualització per pantalla, control de flaix sense fils i tecnologia d'ajust d'ombres. A més té una pantalla una mica més gran que l'E-510 i una major velocitat de ràfega.
La E-520 utilitza el seu propi sistema patentat de «filtre d'ones supersòniques» (SWF) per a espolsar el sensor durant l'encesa o quan l'usuari ho vulgui. Aquest sistema elimina en gran manera el problema de l'acumulació de pols (partícules) en la superfície del captor.